# Opius flavitestaceus
Opius flavitestaceus är en stekelart som beskrevs av Fischer 1958. Opius flavitestaceus ingår i släktet Opius och familjen bracksteklar. Inga underarter finns listade i Catalogue of Life.